# Římskokatolická farnost Mašovice
Římskokatolická farnost Mašovice je územní společenství římských katolíků s farním kostelem svatého Jana Křtitele ve vranovském děkanství.

## Historie farnosti
První písemná zmínka o Mašovicích je již z roku 1052, je to listina, kterou Břetislav I. daroval mezi jinými statky obec Mašovice staroboleslavské kapitule. V popise olomoucké diecéze z roku 1131 jsou Mašovice uváděny jako ves patřící ke znojemskému kostelu. Od 13. století patřila ves křižovníkům. 

## Duchovní správci
Duchovním správcem v Mašovicích byl v letech 1973 až 1988 kněz a lékař P. Otto Opálka. Nejdříve pracoval jako uznávaný lékař diabetolog v Brně, v roce 1959 byl nespravedlivě odsouzen, během osmiletého vězení v něm dozrálo rozhodnutí stát se knězem. Vysvěcen byl v roce 1972 (v 57 letech) a během svého působení v Mašovicích patřil k vyhledávaným duchovním vůdcům.  Farnost v současné době spravují křižovníci. Od 5. února 2002 je farářem P. Josef Hudec, OCr.

## Kněží pocházející z farnosti
V roce 2015 byl vysvěcen novokněz pocházející z farnosti Mgr. Marek Coufal.

## Bohoslužby
| Kostel                | Místo    | Bohoslužba (den) | Hodina                                   | Poznámka     |
| --------------------- | -------- | ---------------- | ---------------------------------------- | ------------ |
| svatého Jana Křtitele | Mašovice | neděle čtvrtek   | 9.00 17.00 (zimní čas)/18.00 (letní čas) | farní kostel |
| Panny Marie           | Bezkov   | neděle pátek     | 7.30 17.00 (zimní čas)/18.00 (letní čas) | kaple        |

## Aktivity ve farnosti
Dnem vzájemných modliteb farností za bohoslovce a bohoslovců za farnosti brněnské diecéze je 3. říjen. Adorační den připadá na 18. srpna.
Ve farnosti se koná tříkrálová sbírka, v roce 2015 se při ní vybralo v Bezkově 7 511 korun, v Mašovicích 6 842 korun.V roce 2016 se při sbírce vybralo v Bezkově 7 016 korun, v Mašovicích 10 684 korun. V roce 2017 činil její výtěžek v Bezkově 5 922 korun, v Mašovicích 3 329 korun.